# ネルソン・マンデラ・ベイ
ネルソン・マンデラ・ベイ（英語: Nelson Mandela Bay）は、南アフリカ共和国東ケープ州に位置する自治体（都市圏）である。ポート・エリザベス市を中心とする都市圏である。

## 概要
東ケープ州最大の都市で、名称は第9代大統領のネルソン・マンデラに由来する。

## 歴史
2001年、ポートエリザベス、オイテンハーク、デスパッチが合併し発足した。

## 地理
東ケープ州の南部に位置し、インド洋に面する。

## 友好都市
- 寧波市 （中華人民共和国）
- イェーテボリ （スウェーデン）
- ジャクソンビル （アメリカ合衆国）
- パームデザート （アメリカ合衆国）